# Rodney Davis

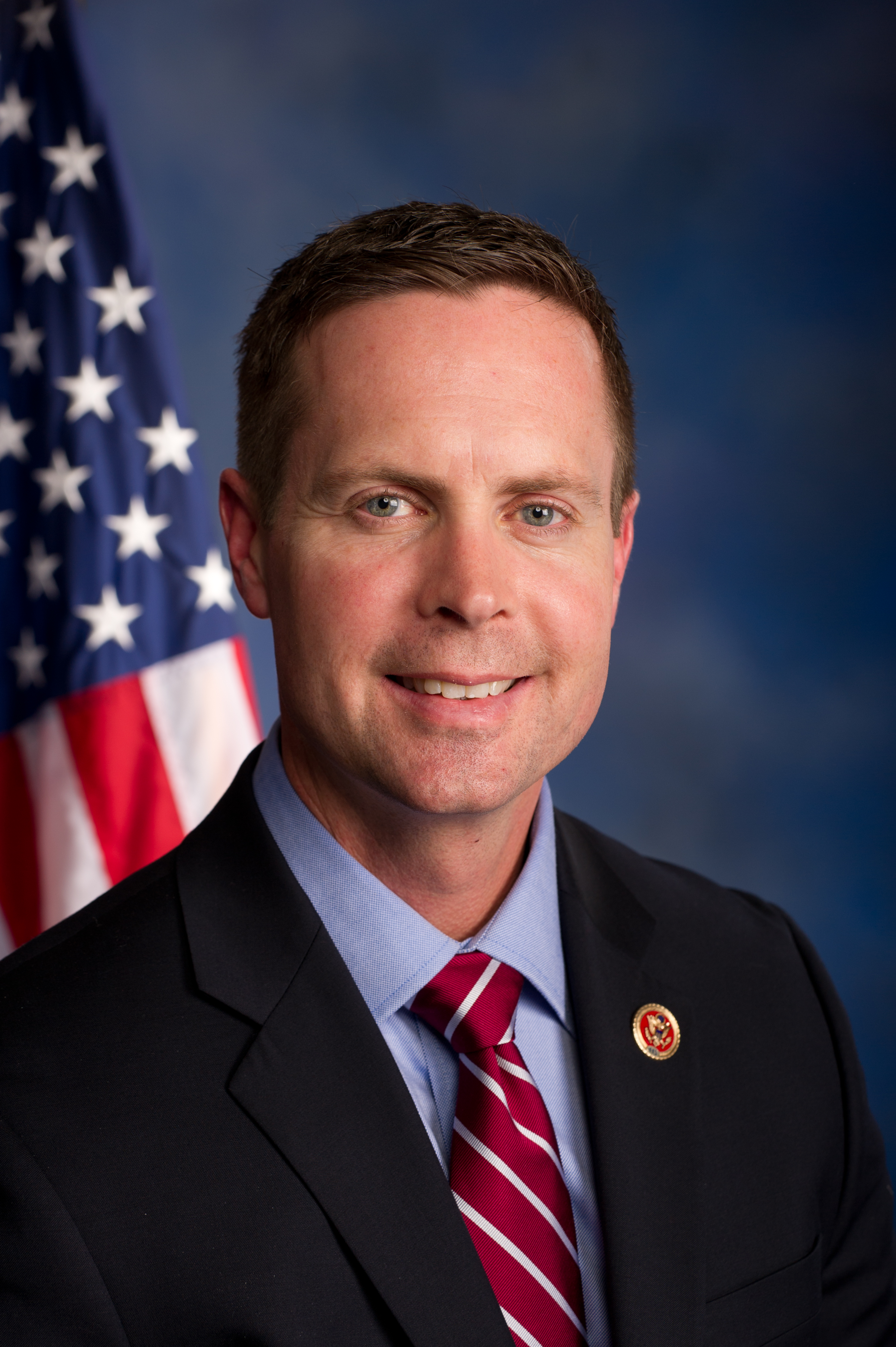
Rodney L. Davis (2013)

Rodney Lee Davis (* 5. Januar 1970 in Des Moines, Iowa) ist ein US-amerikanischer Politiker der Republikanischen Partei. Von 2013 bis 2023 vertrat er den 13. Distrikt des Bundesstaats Illinois im US-Repräsentantenhaus.

## Werdegang
Rodney Davis wurde in Des Moines geboren und wuchs in Taylorville (Illinois) auf, wo er die Taylorville High School besuchte. Anschließend studierte er bis 1992 an der Millikin University in Decatur politische Wissenschaften. Zwischen 1992 und 1996 gehörte er zum Stab des Secretary of State von Illinois.
Davis ist verheiratet und Vater von drei Kindern. Rodney lebt mit seiner Frau Shannon und den drei Kinder in Taylorville.

## Politik
Später schlug er als Mitglied der Republikanischen Partei eine politische Laufbahn ein. 1996 kandidierte er erfolglos für das dortige Repräsentantenhaus. Von 1997 bis 2012 war er für den Kongressabgeordneten John Shimkus tätig. Im Jahr 2001 scheiterte er mit einer Kandidatur für das Amt des Bürgermeisters von Taylorville.
Bei der Wahl zum Repräsentantenhaus der Vereinigten Staaten 2012 wurde Davis im 13. Kongresswahlbezirk von Illinois in das US-Repräsentantenhaus in Washington, D.C. gewählt, wo er am 3. Januar 2013 die Nachfolge von Judy Biggert antrat. Er gewann die Wahl unter anderem gegen den Demokraten David M. Gill mit 46,5 % und 1.002 Stimmen Vorsprung (0,3 %). Im Jahr 2014 konnte er seinen Sitz mit 58,7 % gegen die Demokratin Ann Callis verteidigen. 2016 gewann er gegen den Kandidaten der Demokratischen Partei, Mark Wicklund, mit 59,7 %. Bei den Wahlen 2018 besiegte er Betsy Londrigan von den Demokraten mit 50,4 zu 49,6 % der Stimmen wieder recht knapp. 2020 besiegte er Londrigan erneut, dieses Mal mit 54,5 %. Seine fünfte Legislaturperiode im Repräsentantenhaus des 117. Kongresses endete am 3. Januar 2023.
Die Primary (Vorwahl) seiner Partei für die Wahlen zum Repräsentantenhaus der Vereinigten Staaten 2022, nunmehr für den 15. Wahlkreis, am 28. Juni verlor Davis gegen seine republikanischen Amtskollegin, die bisher den 15. Distrikt vertritt, Mary E. Miller mit 42 zu 58 % der Stimmen. Ex-Präsident Donald Trump hatte Miller unterstützt. Dadurch schied er am 3. Januar 2023 aus dem Repräsentantenhaus aus. Seine Nachfolgerin im 13. Wahlkreis ist die Demokratin Nikki Budzinski.

### Ausschüsse
Er war zuletzt Mitglied in folgenden Ausschüssen des Repräsentantenhauses:
- Committee on Agriculture
  - Biotechnology, Horticulture, and Research
  - Commodity Exchanges, Energy, and Credit
- Committee on House Administration
- Committee on Transportation and Infrastructure
  - Highways and Transit (Ranking Member)
  - Railroads, Pipelines, and Hazardous Materials
- Joint Committee on Printing
- Joint Committee on the Library
- Select Committee on the Modernization of Congress